# Неманя Матич
Неманя Матич (на сръбски: Немања Матић) е сръбски футболист, роден на 1 август 1988 г. в Шабац, Сърбия (тогaва Югославия). Висок е 194 см. Понастоящем играе в френския Олимпик Лион.

## Кариера
Кариерата му започва в сръбския Колубара, където записва 16 мача. През 2007 година той преминава в Кошице и за два сезона записва 67 мача с 4 гола. През август 2009 подписва с английския Челси за 4 години. Трансфера му е на стойност 1,75 милиона евро. и носи фланелка с номер 24.
На 31 януари 2011 г. от Челси преминава в Бенфика за сумата от 25 млн. евро като сумата включва и Давид Луис, който преминава в английския клуб. Подписва договор с клуба до 2018 г. През зимния трансферен прозорец на сезон 2013/2014 Неманя Матич подписва за втори път в кариерата си с Челси.
През 2017 година преминава от Челси в Манчестър Юнайтед.

## Личен живот
Неговия по малък брат Урош играе в бившия му клуб Кошице.